# John McColl
John McColl (Londra, 17 aprile 1952) è un generale britannico.

## Biografia

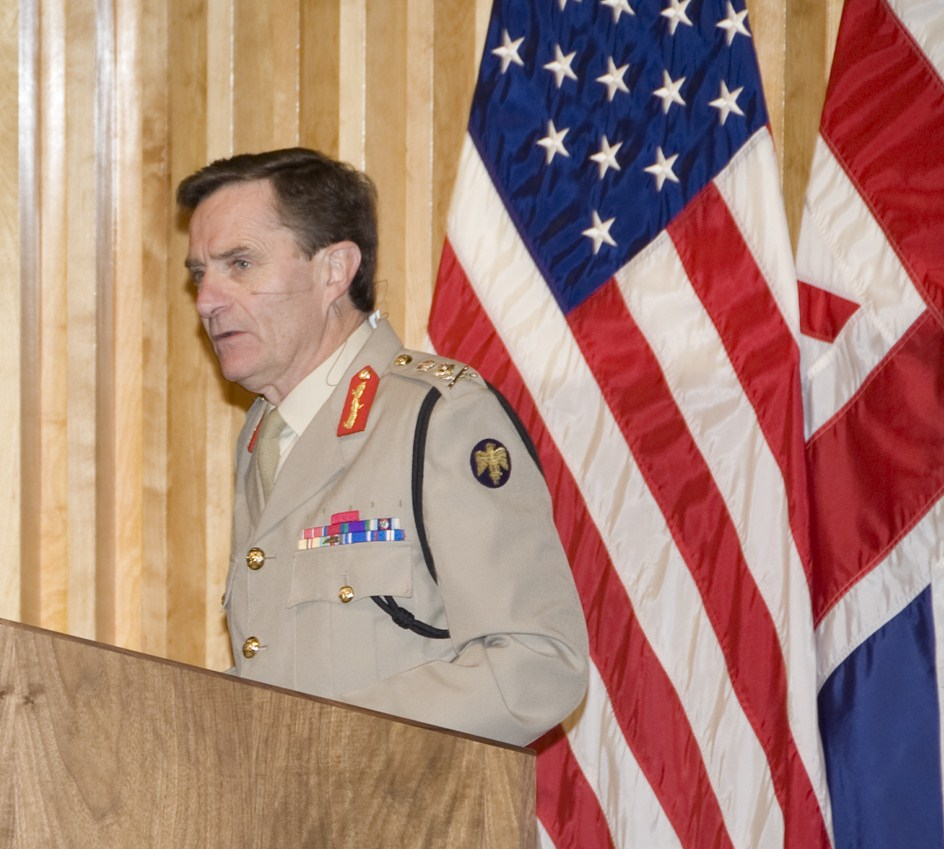
John McColl nel ruolo di DSACEUR

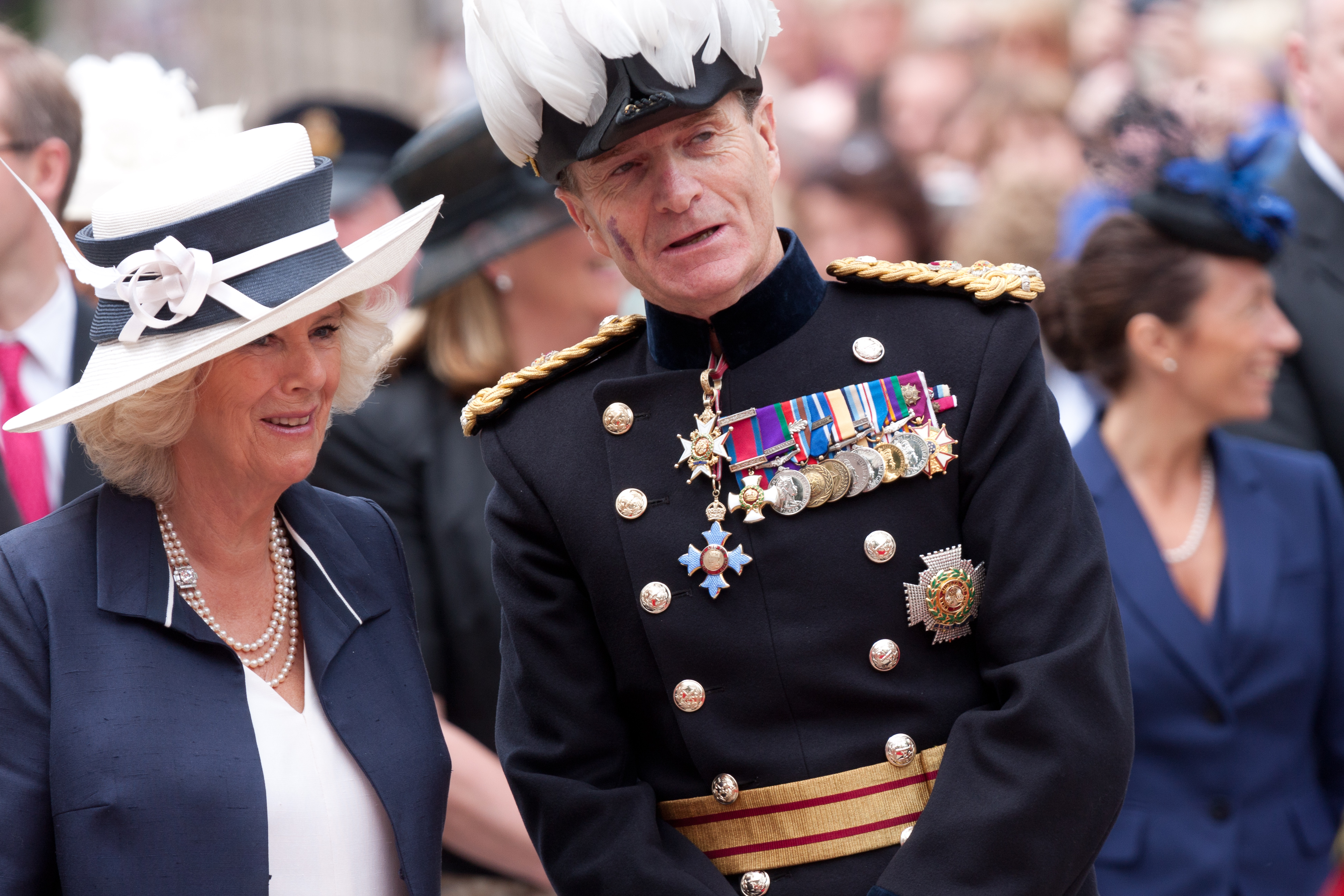
Sir John come Luogotenente Governatore del Jersey nel 2012 con la duchessa di Cornovaglia.

Educato alla Culford School, McColl ottenne la nomina a sottotenente nel Royal Anglian Regiment nel 1973 e venne promosso tenente l'8 settembre 1974. Venne promosso capitano l'8 marzo 1979 e maggiore il 30 settembre 1984. Nel 1989 divenne comandante di uno squadrone nel 3rd Royal Tank Regiment, e promosso poi tenente colonnello il 30 giugno 1990, con funzioni di colonnello. Venne promosso al pieno rango di colonnello il 30 giugno 1995 e generale di brigata il 31 dicembre 1996. Detenne negli anni una serie di comandi militari prima di passare alla 1 Mechanised Brigade nel 1997. Nel 1999 divenne Assistente Capo dello Staf al Land Command e nel 2000 ottenne il comando della 3rd Mechanised Division. Nel 2001 venne nominato primo capo dell'International Security Assistance Force in Afghanistan.
Nel 2003 divenne comandante e direttore del Joint Services Command and Staff College.
Nel marzo del 2004 venne impiegato come Rappresentante Militare britannico e Vice comandante Generale delle Multinational Force in Iraq ed alla fine dell'anno venne nominato Comandante delle Regional Forces al Land Command.
Nell'ottobre del 2007 divenne Deputy Supreme Allied Commander Europe (DSACEUR) col rango di generale, rimpiazzando in questo compito il generale Sir John Reith.
Venne nominato Cavaliere Commendatore dell'Ordine del Bagno in occasione dei New Year Honours del 2008.
Venne quindi prescelto per l'Afghanistan per il ruolo di inviato per le Nazioni Unite dopo il rifiuto di Paddy Ashdown. Ad ogni modo, il 7 marzo 2008, il diplomatico norvegese Kai Eide lo rimpiazzò come rappresentante delle Nazioni Unite per l'Afghanistan. Si ritirò dal ruolo di DSACEUR nel marzo 2011 e gli venne assegnato contestualmente il ruolo di Luogotenente Governatore del Jersey.